# 성난 얼굴로 돌아보라 (드라마)
《성난 얼굴로 돌아보라》는 2000년 2월 28일부터 2000년 4월 18일까지 방영된 한국방송공사 월화 미니시리즈이다.

## 등장 인물
- 주진모 : 이동훈 역 - 마지막회에서는 한상태를 차에 치어 넘어뜨려서 그만 땅에 떨어져 자살을 함.
- 이민우 : 이동진 역
- 박진희 : 신정희 역
- 김영애 : 동훈 모 역
- 배두나 : 이미나 역
- 이은주 : 정수진 역
- 김명민 : 김석규 역
- 길용우 : 신성철 역
- 김영란 : 정희 모 역
- 강석우 : 황병기 역
- 오욱철 : 조형사 역 - 형사
- 박남현 : 고형사 역 - 형사
- 명계남 : 강력반장 역
- 최학락 : 백종철 역 - 성철의 부하
- 김민희 : 이혜정 역
- 강성진 : 김태섭 역 - 마지막회에서는 상태에게 흉기에 맞아 사망.
- 정동환 : 형사과장 역
- 전무송 : 경찰서장 역
- 윤용현 : 안상태 역 - 동훈의 부하(마지막회에서는 동훈이 타고 있던 차에 치어 넘어져 수사팀들에게 걸려 잡히게 됨)
- 이재훈 : 봉필두 역
- 연규진 : 동훈 부 역(특별출연) - 범인을 쫓던 중 경찰이 갖고 있던 권총을 맞고 사망한 것으로 보임.
- 이인
- 윤현숙
- 김혜은
- 강현수
- 박재훈
- 김형종
- 황덕재
- 서현기
- 장성원
- 김재록
- 한정국 : 정상무 역 - 마지막회에서는 차에 치어 사망한 것으로 보임.
- 이칸희
- 강우경
- 이은주
- 구자미

## 참고 사항
- KBS는 해당 작품에 앞서 정동환, 길용우, 강석우, 류용진, 이응경, 김영란 등이 출연할 예정이었던 골프 드라마 <키스 미>를 내보낼 예정이었으나 계절적인 제약과 제작상의 문제 때문에[1] 무산됐다.
- 이동진 역은 당초 장혁이 낙점됐지만[2] SBS 드라마 《왕룽의 대지》, 영화 《화산고》 때문에 거절한 바 있었다.[3]
- 또한 신정희 역은 당초 김하늘, 김규리, 김태연,[4] 김현주[5] 등이 물망에 올랐지만 여러 가지 사유로 캐스팅이 불발됐다. 이 역은 박예진이 맡게 되는 듯 했으나[4] 연기력 부족 때문에 두 세 차례 촬영을 마친 뒤 박진희로 교체되었다.[6]
- 지수원의 출연이 거의 확정날 단계에 이르렀으나[7] 갑작스럽게 캐스팅이 무산됐다.
- 《초대》 이후 월화드라마의 슬럼프를 만회하기 위해 시대에 반항하는 청춘의 모습을 그리겠다고 표명했지만 정작 내용은 깡패들의 주먹싸움 이야기로 변질되어 버렸다. 이로 인해 과도한 폭력장면 묘사로 방송위원회로부터 경고, 주의 조치를 받았다.[8]
- 《허준》의 40%에 육박하는 시청률에 비해 턱없이 낮은 1~2%대 시청률로 고전을 면치 못했다.

## 수상
- 2000년 KBS 연기대상 남자 신인상 주진모